# ГЕС Колдам
ГЕС Колдам — гідроелектростанція на півночі Індії у штаті Гімачал-Прадеш. Знаходячись між ГЕС Рампур (вище по течії) та ГЕС Бхакра, входить до складу каскаду на Сатледжі, найбільшій лівій притоці Інду.
У межах проекту річку перекрили кам'яно-накидною греблею з глиняним ядром висотою 167 метрів та довжиною 474 метри. Вона утворила водосховище з об'ємом 576 млн м3 та корисним об'ємом 206 млн м3, що забезпечується коливанням рівня поверхні у операційному режимі між позначками 624 та 642 метри НРМ.
Через чотири водоводи діаметром 6,5 метра та загальною довжиною 1,7 км ресурс подається до пригреблевого машинного залу. Останній обладнали чотирма турбінами типу Френсіс потужністю по 200 МВт, які використовують напір від 115 до 140 метрів (номінальний напір 131 метр) та забезпечують виробництво 3 млрд кВт-год електроенергії на рік.
Видача продукції відбувається по ЛЕП, розрахованій на роботу під напругою 400 кВ.